# Avenue de l'Émeraude
Pour les articles homonymes, voir Émeraude.
L'avenue de l'Émeraude (en néerlandais : Smaragdlaan) est une avenue bruxelloise de la commune de Schaerbeek qui va de l'avenue Milcamps au boulevard Auguste Reyers en passant par l'avenue Eugène Plasky.
L'émeraude est un minéral dont la couleur verte provient de traces de chrome, de vanadium et parfois de fer. D'autres rues du quartier portent le nom de pierres précieuses ou de pierres fines :
- avenue du Diamant
- avenue de l'Opale
- rue du Saphir
- avenue de la Topaze

## Adresse notable
- no 12 : collège Roi Baudouin